# 布熱格

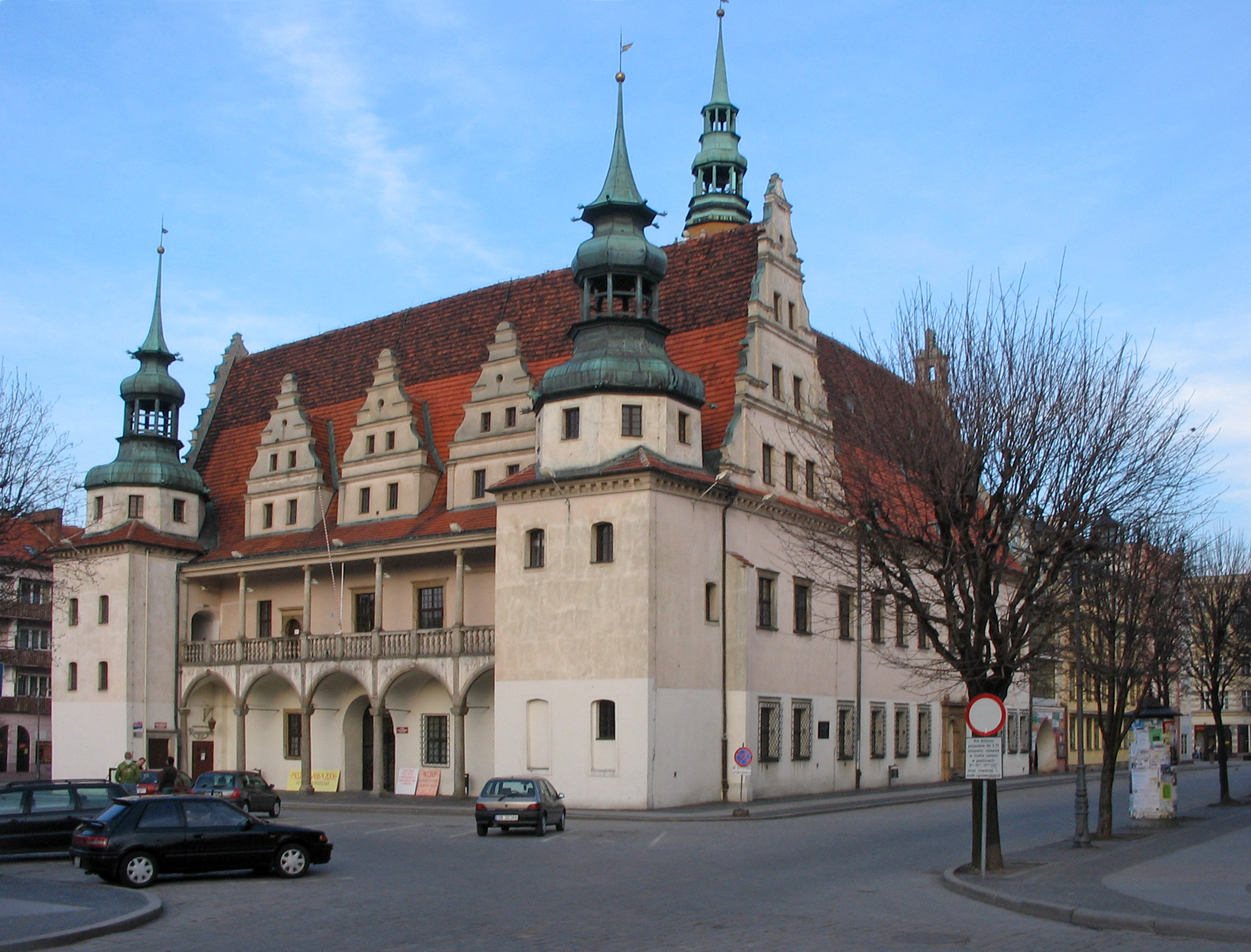

布熱格（波蘭語：Brzeg，發音：[bʐɛk] ⓘ）波蘭奧波萊省的城鎮，位於該國東南部奧得河畔，距離弗罗茨瓦夫50公里，面積14.7平方公里，海拔高度148米，2006年人口38,303。

## 外部連結
- Forum Brzeg （页面存档备份，存于）
- Official website （页面存档备份，存于）
- Dziennik Brzeski （页面存档备份，存于）
- Foto Brzeg
- Jewish Community in Brzeg （页面存档备份，存于） on Virtual Shtetl

50°52′N 17°29′E / 50.867°N 17.483°E